# Tammiku (Lääne-Nigula)
Tammiku is een plaats in de Estlandse gemeente Lääne-Nigula, provincie Läänemaa. De plaats heeft de status van dorp (Estisch: küla).
Tot in oktober 2017 lag Tammiku in de gemeente Martna. In die maand werd Martna bij de fusiegemeente Lääne-Nigula gevoegd.
De Tugimaantee 31, de secundaire weg van Haapsalu naar Laiküla, komt door Tammiku.

## Bevolking
Het dorp had 12 inwoners op 31 december 2011 en 11 inwoners op 31 december 2021.

## Geschiedenis
Tammiku werd voor het eerst genoemd in 1871 onder de naam Tammik, twee boerderijen op het ‘semi-landgoed’ Kurrefer (Kurevere). Een semi-landgoed (Duits: Beigut, Estisch: poolmõis) was een landgoed dat deel uitmaakte van een groter landgoed, in dit geval Klein-Ruhde (Estisch: Väike-Rõude; het dorp van die naam ging in 1977 op in Rõude). Officieel hoorde Tammik bij een dorp met de naam Nurms of Nurme, dat in het begin van de 20e eeuw verdwenen is. In 1913 werd het voor het laatst genoemd onder de naam Nurme, maar ook onder de alternatieve naam Tammiko-Aere.
In de periode 1977-1997 maakte Tammiku deel uit van Kurevere.